# 792 TCN
792 TCN là một năm trong lịch La Mã.